# Olca-Paruma
Az Olca-Paruma az Andok hegységben található rétegvulkánok egy csoportja, mely Chile és Bolívia határán helyezkedik el. A lánc 15 kilométer hosszúra nyúlik és kelet-nyugati irányban húzódik. A csoportban négy jelentősebb vulkán helyezkedik el, melyek a következők: a Cerro Paruma (5762 méter), a Paruma (5728 méter), az Olca (5167 méter) és a Cerro Michincha (5305 méter).
A Paruma tűzhányót kivéve a csoport minden egyes vulkánja a holocén idején tört ki. A vulkánoktól származó lávafolyamokat is találtak, beleértve egy, az Olca Sur környékéről való 5 kilométeres láncot. A Paruma vulkán történelmileg jelentősen is aktív volt, ezt bizonyítják a fiatal lávafolyamok, valamint a fumarolás aktivitás. Mindössze egyszer jegyeztek fel vulkánkitörést a térségben: 1865 és 1867 között robbanásveszélyes kitörés zajlott le a vulkánok egyikének nyílásánál.
Az Olca vulkán része egy korai lávafolyamok által épített alapnak, és látható a csúcskrátere is. A tűzhányó jelentősen el van jegesedve déli részének mentén. A Parumából két hosszabb lávafolyam származik, valamint egy rövidebb, mely azt mutatja, hogy a vulkán mafikusabb, mint társai.
Dél-Amerika majdnem minden vulkánjához hasonlóan az Olca-Paruma együttese is a Nazca-lemez alábukásából jött létre, a dél-amerikai-lemez alatt. Az Olca-Paruma egyike annak az 53 Észak-Chile, Argentína vagy Bolívia területén fekvő vulkánnak, melyek a holocén idején voltak aktívak.
1989. november 13-án ujinai rendőrök fumarolák által okozott szeizmikus aktivitást észleltek és jegyeztek fel az Olca vulkánnál. 1990 márciusában az Empresa Nacional del Petróleo egyik geológusa egy, a vulkán általi gyengébb földrengést jelentett. Ennek ellenére nem tulajdonítanak nagy veszélyességet a komplexumnak.

## Fordítás
- Ez a szócikk részben vagy egészben  az   Olca-Paruma című angol Wikipédia-szócikk fordításán alapul.  Az eredeti cikk szerkesztőit annak laptörténete sorolja fel. Ez a jelzés csupán a megfogalmazás eredetét és a szerzői jogokat jelzi, nem szolgál a cikkben szereplő információk forrásmegjelöléseként.